# ポヴィドル
ポヴィドル（ドイツ語(オーストリア) ;powidl, powidel, 英語・フランス語など ;povidl とも）は、オーストリアの料理でスモモのムース (Pflaumenmus) のこと。もとはチェコ語でジャムを意味し、チェコ語ではポヴィドラ (povidla, povidle, povidlo) である。単にジャムの意味にも使われる。